# Risque majeur
 (juin 2011).
Un risque majeur est un événement incertain dont les effets négatifs sont considérables et dont la réalisation est souvent, mais pas toujours, faiblement probable. 
Les géographes et de nombreux spécialistes après eux découpent cette notion en trois termes, l'aléa, qui est l'événement incertain lui-même, les enjeux, qui sont les valeurs socio-économiques ou écologiques soumises aux effets de l'aléa quand il survient, et la vulnérabilité, qui fixe le degré plus ou moins grand auquel ces effets détruisent les enjeux. Dans le cas du risque d'inondation fluviale, l'aléa est la crue du cours d'eau, les enjeux sont les personnes et les biens, notamment les immeubles, qui sont établis sur ses rives et donc exposés à l'effet de la crue, qui est le débordement, enfin la vulnérabilité se mesure particulièrement à la hauteur, à la solidité et à l'étanchéité des immeubles face au débordement.   
Le risque majeur appartient au domaine du risque collectif ou social, et l'accident par lequel il se réalise implique en général non seulement des dommages élevés en valeur, mais aussi des populations importantes (exemples en France : tempête Xynthia en février-mars 2010 sur la côte Atlantique, inondations de juin 2010 dans le Var, explosion de l'usine AZF à Toulouse en 2001 ; ailleurs : catastrophe de Fukushima en 2011).
Pour des articles plus généraux, voir Gestion des risques sociétaux et Gestion des risques.

## Classement des risques selon la courbe de Farmer
L'ingénieur nucléaire britannique Farmer a réalisé une courbe (appelée courbe ou diagramme de Farmer) qui met en relation par une courbe décroissante la fréquence et la gravité des accidents : les plus fréquents sont les moins graves. Toutefois, comme il a été dit, cette relation inverse n'est pas universelle.
La courbe se découpe en domaines qui peuvent être illustrés sur l'exemple des accidents routiers.
- Domaine 1 : Événements à fréquence très élevée et de faible gravité qui sont typiquement du domaine du risque individuel : accidents de voiture avec dégâts matériels uniquement, plusieurs millions par an en France.
- Domaine 2 : Événements à fréquence moyenne et de gravité importante : accidents impliquant des victimes, plusieurs milliers de morts et blessés par an en France, mais on reste dans l'ordre du risque individuel.
- Domaine 3 : Événements à fréquence faible et d'extrême gravité, comme l'accident de car à Beaune, en juillet 1982, qui a fait 53 victimes, ou certains grands carambolages historiques ; alors on entre dans le risque collectif, ce qui n'est tout de même pas le risque majeur, car celui-ci demanderait encore un changement de taille.

## Types de risques majeurs
On peut classer les risques majeurs suivant la nature matérielle de l'aléa :
- Risques naturels : inondation, avalanche, feu de forêt, cyclone, éruption volcanique, glissement de terrain, séisme, tempête, tornade, chute de météorite.

- Risques technologiques et industriels : affaissement minier, explosion, dégagement toxique, accident nucléaire de centrale, marée noire, rupture de barrage, accident de transport de matières dangereuses.

- Risque sanitaires et alimentaires.

### Risques majeurs et industrie
La dangerosité des produits stockés ou utilisés dans certaines entreprises (produits explosifs, combustibles, corrosifs, allergènes, toxiques, radioactifs, etc.) et le risque d'accidents en séries expliquent des enjeux spécifiques en cas d'exposition à une catastrophe naturelle, technologique et/ou météorologique ou à la conjonction de ces trois facteurs. 
En France, autour des installations classées Seveso seuil haut, la loi Bachelot impose certains travaux d'adaptation du bâti dans le cadre des plans de prévention des risques technologiques (PPRT) dans les entreprises (plus de 10.000) installées dans ces zones de prescription de travaux et les écoles disposent de Plans particuliers de mise en sûreté (PPMS). Dans certaines zones à risques s'ajoutent des plans de prévention des submersions rapides.
En région Rhône-Alpes qui concentre dans la vallée du Rhône des zones industrielles exposées à l'aléa risque industriel ainsi qu'à l'aléa inondation et/ou sismique, un guide expérimental a été mis au point à l'attention des industriels, mais aussi d'artisans, PME, et institutions recevant du public ou des enfants par l'Institut des risques majeurs (IRMA) de Grenoble qui leur propose de rédiger un Plan d'organisation de mise en sûreté (POMSE) si elles reçoivent du public (ERP). Ce guide vise à aider les parties prenantes à s'adapter à la disparition de services tels que le téléphone, le chauffage, l'électricité, l'eau potable ou l'arrivée rapide des services de secours. Il a été testé par des maisons de retraite, centres culturels, refuges de haute-montagne.

### Échelle de risque dans le nucléaire
L'industrie nucléaire dispose de sa propre échelle de risque, l'échelle INES. Cette échelle comporte 8 niveaux, classés de 0 à 7. Le niveau 7 (accident majeur) n'a été atteint qu'à deux reprises dans l'histoire de l'industrie nucléaire, avec la catastrophe de Tchernobyl en 1986 et l'Accident nucléaire de Fukushima en 2011 qui était ce que les Japonais nomment un Genpatsu-shinsai (原発震災), c'est-à-dire une catastrophe combinant les effets d'un grave tremblement de terre et d'un accident nucléaire (avec fusion multiple de cœurs dans ce cas).

## Enjeux financiers et de responsabilité
Les risques majeurs, s'ils se réalisent génèrent aussi des couts majeurs. Ils génèrent alors aussi des effets souvent en partie irréversibles aux échelles humaines de temps et d'appréciation. 
Des enjeux financiers et assurantiels se posent donc de manière plus aiguë que dans le domaine général de la prévention, de la gestion des risques et de la réparation (y compris pénale et judiciaires quand des responsabilités peuvent être établies).